# South Pole Telescope
Das South Pole Telescope (SPT) ist ein Radioteleskop mit 10 m Reflektordurchmesser mit Standort an der Amundsen-Scott-Südpolstation.

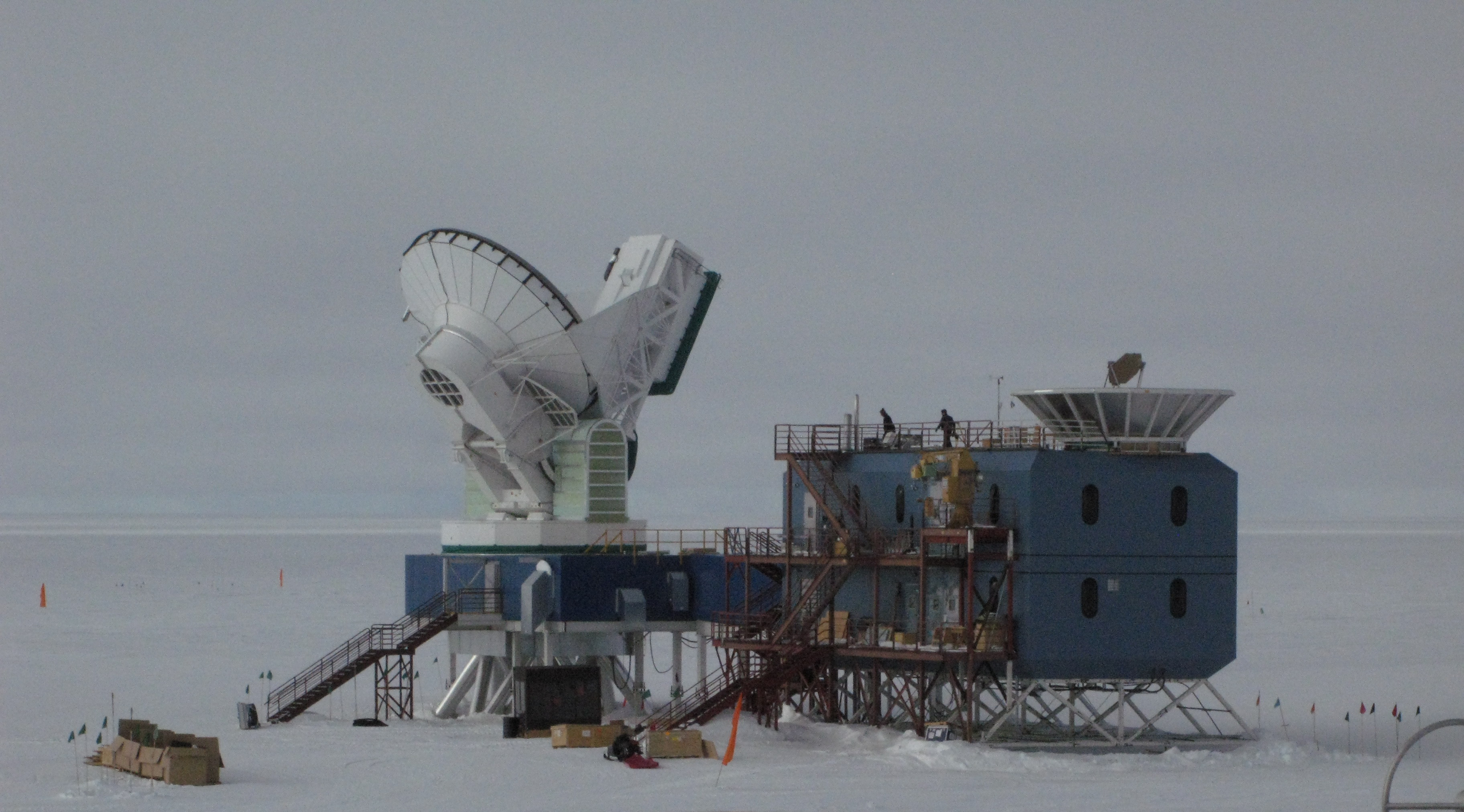
Dark Sector Lab der Amundsen-Scott-Station mit South Pole Telescope (links) und BICEP 2 (rechts)

Das SPT arbeitet im  Millimeterwellenbereich bei Frequenzen von 95, 150 und 220 GHz. Durch die hervorragenden Eigenschaften des kalten und trockenen Beobachtungsstandorts am Südpol und durch Verwendung großer Bolometerkameras mit zurzeit 960 Elementen können rasch große Himmelsgebiete kartiert werden. Die Genauigkeit des Reflektors erlaubt auch zukünftige Beobachtungen im Submillimeterbereich.
Wissenschaftliches Hauptziel des SPT ist es, mit Hilfe des Sunjajew-Seldowitsch-Effekts tausende Galaxienhaufen zu entdecken, um mit ihrer Hilfe die Zustandsgleichung der Dunklen Energie zu untersuchen. Auch nicht durch den Sunjajew-Seldowitsch-Effekt erzeugte Anisotropien des kosmischen Mikrowellenhintergrunds werden beobachtet. Gleichzeitig entdecken die großflächigen Durchmusterungen mit dem SPT Radiogalaxien und durch den Gravitationslinseneffekt verstärkte Infrarotgalaxien bei hoher Rotverschiebung.
Das SPT wird von der National Science Foundation finanziert. Das Projekt ist eine Zusammenarbeit von University of Chicago, University of California, Berkeley, Case Western Reserve University, University of Illinois at Urbana-Champaign, Smithsonian Astrophysical Observatory, University of Colorado at Boulder, McGill University und University of California, Davis.
In seiner wissenschaftlichen Zielsetzung ist das SPT dem Atacama Cosmology Telescope ähnlich.
In derselben Station befindet sich auch das Background-Imaging-of-Cosmic-Extragalactic-Polarization-Teleskop (BICEP).
Es ist Teil des Event Horizon Telescope (EHT) Projekts und war eines der Teleskope des weltweiten Netzwerks aus acht Radioteleskopen, mit dem 2017 (veröffentlicht im April 2019) die ersten direkten Bilder eines Schwarzen Lochs (des supermassiven schwarzen Lochs in M 87) gelangen.